# 知恵の樹

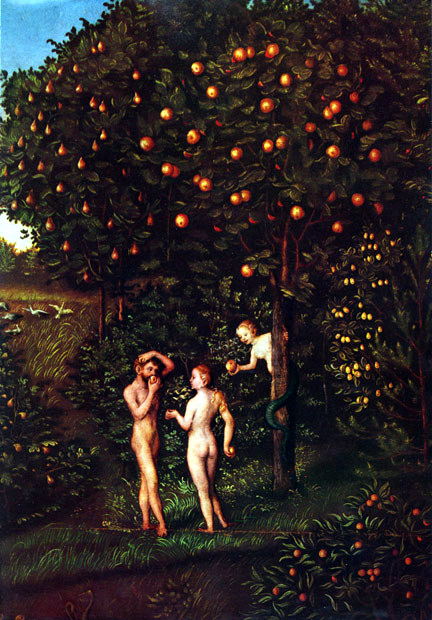
知恵の樹：ルーカス・クラナッハ画

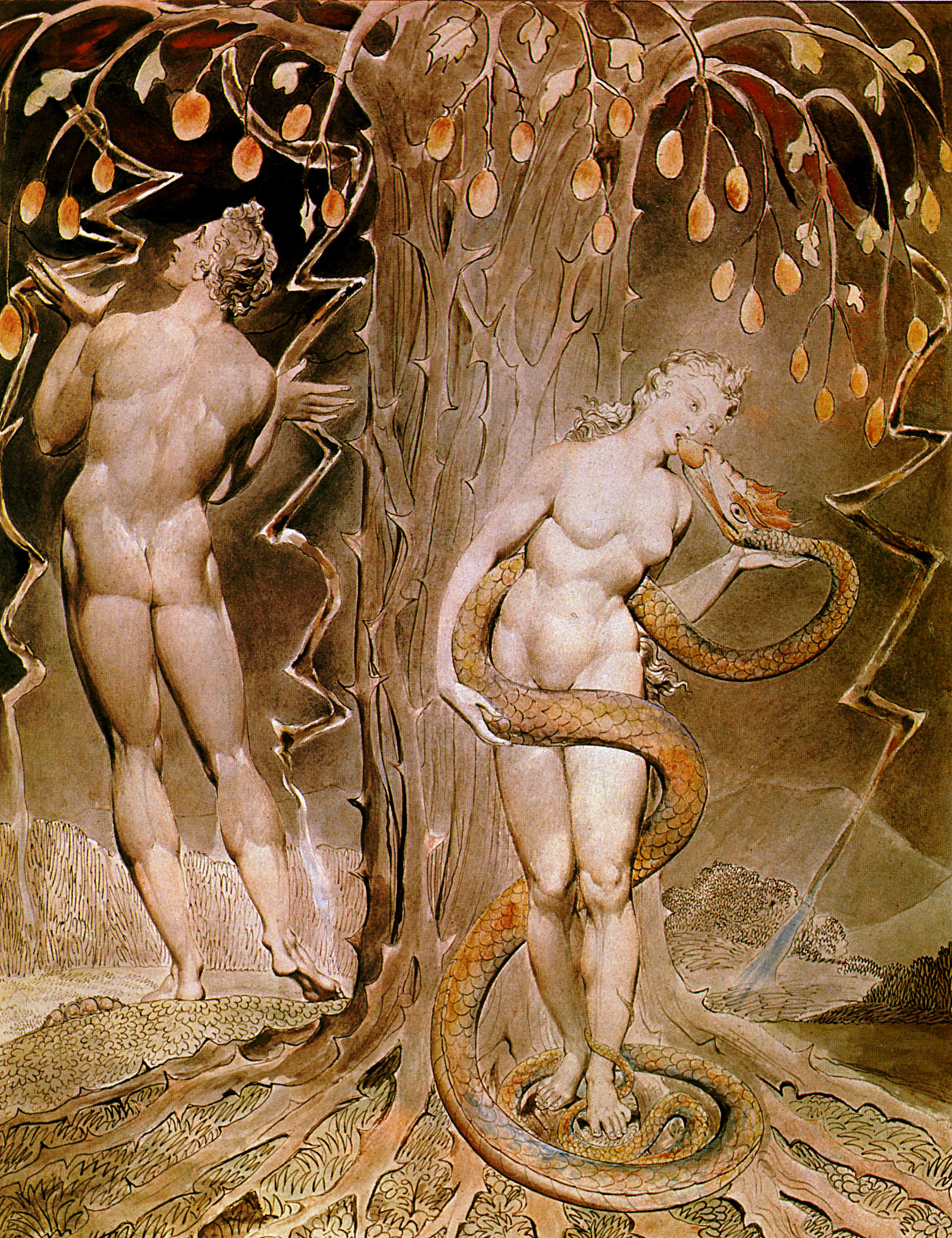
知恵の樹：ウィリアム・ブレイク画

知恵の樹（ちえのき）は、旧約聖書の『創世記』（2章9節以降）に登場する木。善悪の知識の木とも呼ばれる。

## 概要
エデンの園の中央部にあった2本の木のうちの一つ。もう一つは生命の樹。知恵の樹の実を食べると、神と等しき善悪の知識を得るとされる。知恵の樹の実はいかにも美味しそうで目を引き付けるとされる。
『創世記』によれば、人間はエデンの園に生る全ての樹の実は食べても良いが、知恵（善悪の知識）の樹の実だけは、ヤハウェ・エロヒム（エールの複数形）により食べることを禁じられていた（禁断の果実）。なぜなら知恵の樹の実を食べると必ず死ぬからである。
しかし人間を神に背かせようとする蛇に唆されて、初めにイヴが、その次にイヴの勧めでアダムが知恵の樹の実を食べたことによって、善悪の知識を得たアダムとイヴは、裸の姿を恥ずかしいと思うようになり、イチジクの葉で陰部を隠した。
それにより神は事の次第を知り、知恵の樹の実を食べた人間が生命の樹の実までも食べ永遠に生きるおそれがあることから、アダムとイヴはエデンの園を追放される。この出来事を「失楽園」という。キリスト教ではこの出来事は神に対する不服従の罪であり原罪とされるが、ユダヤ教には「原罪」というものは存在しない。
この出来事により、人間は必ず死ぬようになり、男には労働の苦役が、女には出産の苦しみが、もたらされるようになった。蛇は神の呪いを受け地を這いずることになった（蛇に足が無いことの起源）。
タロットカード（ウェイト版タロット）の「恋人」のカードには、この知恵の樹の実を食べる場面が描かれている。
またこの一連の逸話は、別にあそこに植わっていたものは知恵の樹でも何でもなくただの木だが、神がアダム（ヘブライ語で「人間」の意味）に 「あそこの真ん中の木の実だけは食べるな。触れてもいけない。それを破ったらお前たちは死ぬぞ」という趣旨の内容を言い、人間が神の言葉に従うかどうかを試した。という物語が元となっているとされる。
その後、蛇が 「あの木の実を神様が食べさせないのはあれを食べたら神様と同じような高位の力が得られるからに違いない。 きっと、あれを食べたら神様みたいに永遠に生き続けられるし、神様と同じように賢くなれるかもしれない」という趣旨の内容をイブに言い騙し、実を食べさせた。それによりこの木は「善と悪」を人間が知るきっかけとなり、知恵の樹と呼ばれるようになった。というのがこの物語の結末である。

## リンゴかバナナかイチジクか
この知恵の樹の実は俗説ではリンゴのことであるとされるが、旧約聖書にそうした記述は無い。
一説には、リンゴとする解釈は2世紀に聖書をギリシャ語に翻訳したアクィラ・ポンティカスに由来するとされる。彼は「りんごの木の下で、わたしはあなたは呼び覚ました。あなたの母親は、かしこで、あなたのために産みの苦しみをなし」という雅歌の「産みの苦しみをなし」の部分を「堕落した」と誤訳した。この為、りんご→堕落→知恵の樹の実という連想が生まれ、知恵の樹の実はりんごであると解釈されるようになった、とされる。
別の説では、聖書をラテン語に翻訳した際に誤訳されたとする。禁断の果実を指すラテン語の「malus」には二つの意味があり、形容詞として使われる場合では、「邪悪な」を意味し、名詞では「リンゴ」である。禁断の木の実をリンゴとする説は、「邪悪な木の実」と「リンゴ」を混同している、とされる。
また喉頭隆起のことを英語で「Adam's apple」（アダムのリンゴ）という。これはアダムが知恵の樹の実を喉に詰まらせたとする伝説に由来する。
ジョン・ミルトンの「失楽園」（1667年）ではリンゴとされ、この俗説がさらに世界に広まったとされる。
確かなことは、リンゴは寒冷な中央アジア原産とされ、エデンの園があったとされるペルシャ湾岸では育たないということである。
ダン・コッペル著「バナナの世界史」によると、古代のインド以西の中東地域においてはバナナはイチジクと呼ばれ、マケドニア人のアレクサンドロス3世はインド遠征でバナナを見たとき、これをイチジクと記したとされる。また、アラビア語で書かれたコーランに出てくる楽園の禁断の果実「talh」はバナナと考えられており、ヘブライ語聖書では禁断の果実は「エバのイチジク」と書かれているとされる。このことから、実は創世記に出てくる知恵の樹の実は、通説のイチジクではなくバナナであったとする仮説がある。

## 第三バルク書と葡萄の樹
西暦200年頃にギリシア語で編纂された聖書外典である第三バルク書には、「アダムを惑わせた樹（＝知恵の樹）は葡萄の樹である」と書かれている。これは天使サマエルが植えたものであり、人類の堕落と破滅と悪の原因である、サマエルと葡萄の樹は神に呪われたが、葡萄の蔓は大洪水を生き残り、神の許しを得て、ノアによって植えられた。